# Collegeville (Minnesota)
Pour les articles homonymes, voir Collegeville.
Collegeville est une communauté non incorporée du comté de Stearns dans l'état du Minnesota aux États-Unis.
Elle est située au nord-ouest de St. Joseph (Minnesota).
À proximité se trouve l'Université Saint John (en), sur le site de l'Abbaye de Collegeville, un grand monastère bénédictin.